# Сыркус, Хелена
Хелена Сыркус (14 мая 1900[…], Варшава — 19 ноября 1982[…], Варшава, урождённая Элиасберг) — польский архитектор, градостроитель и педагог.
Она родилась в Варшаве и с 1918 по 1923 год изучала архитектуру в Варшавской технической академии. В 1922 году она сменила фамилию на Немировскую. Дополнительно Сыркус изучала рисунок у Романа Крамштыка и философию в Варшавском университете. Она была соучредительницей авангардной группы Praesens и членом Международного конгресса современной архитектуры, где с 1945 по 1954 год занимала должность вице-председателя. В 1950 году она начала читать лекции по архитектуре в Польской технической академии (была профессором современного Варшавского политехнического института).
Была редактором Афинской хартии.
В 1925 году Хелена вышла замуж за Шимона Сыркуса.
В 1930-е годы Сыркус и её муж разработали проект жилищного строительства для рабочих в Раковце (1934—1938), а также в в Лодзи, Марысине и Грудзёндзе. Супруги проектировали массовые дома из повторяющихся сегментов и частные, скромно обставленные с использованием материалов серийного производства, но выполненные со вниманием к деталям (дом на базе стальной конструкции на улице Ясевой в Констанцине 1930 года, вилла на Катовицкой улице, 26 в Варшаве (1936), вилла в Сосновке возле Пинска (1937), дом 12 на улице Валечных и дом 8 на Эстонской улице (1938), жилые дома с железобетонными конструкциями на Явожинской улице в Варшаве (1936—1937)).
Во время немецкой оккупации вместе с мужем работала в подпольной Архитектурно-градостроительной мастерской (ПАУ), действовавшей в структуре Предприятия социального строительства. Муж был арестован и отправлен в Освенцим, но выжил.
После Второй мировой войны она работала над планами реконструкции Варшавы. С 1948 по 1952 год она вместе с мужем работала над проектом Кола в Варшаве, в котором проживало 10 000 жителей.
Она стала членом Польской рабочей партии в 1944 году и Польской объединённой рабочей партии в 1948 году.
Среди опубликованных книг Сыркус были Ku idei osiedla społecznego («К идее социального района», 1976) и Spoleczne cele Urbanizacji («Социальные цели городского планирования», 1984). Переводила и публиковала в журнале Praesens фрагменты работы Казимира Малевича «Супрематизм: Мир как беспредметность, или Вечный покой» на польском и на французском языках; Малевич подарил супругам архитектон Зета, который позднее был уничтожен во время Варшавского восстания.
Сыркус умерла в Варшаве в возрасте 82 лет.